# Limes inferior
Limes inferior (łac. dolna granica) – powieść Janusza A. Zajdla, twórcy nurtu fantastyki socjologicznej w Polsce, napisana w latach 1979-1980, wydana po raz pierwszy w 1982 r. przez Iskry w serii „Fantastyka-Przygoda”. Inne wydania: Iskry (1987), superNowa (1997, 2007), Aleksandria (2010 – audiobook), BookRage (2013 – e-book). Posłowie do wydania w 1989 r. napisał Maciej Parowski.
Powieść jest rozwinięciem opowiadania Dzień liftera, które weszło w skład zbioru utworów autora – Ogon diabła (Krajowa Agencja Wydawnicza, 1982). Robert Klementowski pisze, że inspiracjami do napisania powieści były m.in. doświadczenia autora z pracy w Centralnym Laboratorium Ochrony Radiologicznej (fragment o pracy Instytutu Kluczowego), opowiadanie Julii Nideckiej Wilki na wyspie oraz osobowość Adama Wiśniewskiego-Snerga. Rafał Ziemkiewicz dodaje do tego pobyt w Chicago – fizycznym pierwowzorze Argolandu.

## Świat przedstawiony
Akcja ma miejsce w fikcyjnym świecie Argolandu, w którym panuje ustrój technokratyczny. Porządek społeczny opiera się na podziale społeczeństwa na siedem klas społecznych, oznaczonych cyframi od zera do sześciu, w zależności od wyniku testów na inteligencję. Klasa najniższa oznaczona jest numerem sześć, klasa najwyższa – numerem zero. Za walutę służą trzy rodzaje punktów: czerwony, żółty i zielony, przyznawane odpowiednio:
- za sam fakt istnienia – każdy niezależnie od kompetencji i pracy dostaje taką samą liczbę punktów czerwonych,
- w zależności od klasy społecznej – każda klasa ma inny przydział punktów zielonych,
- w zależności od rodzaju wykonywanej pracy – punkty żółte.

Towary luksusowe i bardzo dobrej jakości można kupić wyłącznie za żółte (zwane „kanarkami”), za zielone – zwykłe, a za czerwone – wyłącznie podrzędnej jakości. Punkty przechowywane są na tzw. „Kluczu” – kombinacji dowodu osobistego, karty kredytowej, zegarka, kalkulatora, certyfikatu klasy intelektu oraz czytnika linii papilarnych (który pozwala na korzystanie z Klucza wyłącznie jego właścicielowi).
W społeczeństwie wyłoniły się liczne nielegalne profesje, związane między innymi z przenoszeniem osób pomiędzy klasami. Wśród nich można znaleźć „lifterów”, czyli osoby, które za odpowiednią opłatą za pomocą różnych wymyślnych sposobów, pomagają ludziom w przejściu testów na inteligencję, co pozwala im na uzyskanie nowego, niższego numeru i tym samym przejście do wyższej społecznie klasy („lifting”). W „branży” działają też tzw. „downerzy”, czyli ludzie autentycznie mało inteligentni, którzy wykorzystują to, by odpowiednio zredukować klasę intelektu klienta, którzy np. nie chcą pracować.

### Klasy powyżej zera
Wśród przedstawicieli najwyższej klasy – zerowców można wyróżnić podzerowców oraz nadzerowców. Ci drudzy sprawują władzę nad Argolandem. W rzeczywistości klasy od szóstej do zerowej znajdują się poniżej poziomu zero, czyli dolnej granicy (tytułowej limes inferior) wzorcowego poziomu inteligencji. Nadzerowcy to osoby, które go przekroczyły. Wśród nich również można wyróżnić klasy, które określa się jako zero podwójne, potrójne i tak dalej. Informacje te nie są podane do obiegu publicznego.

## Fabuła
Główny bohater powieści – Adi Cherryson alias Sneer (wzorowany na Adamie Wiśniewskim-Snergu). Sneer jest lifterem, oficjalnie w czwartej klasie społecznej, jednak tak naprawdę byłby w stanie zdać egzamin na zerowca (który zdawał kilkukrotnie z powodzeniem w imieniu klientów).

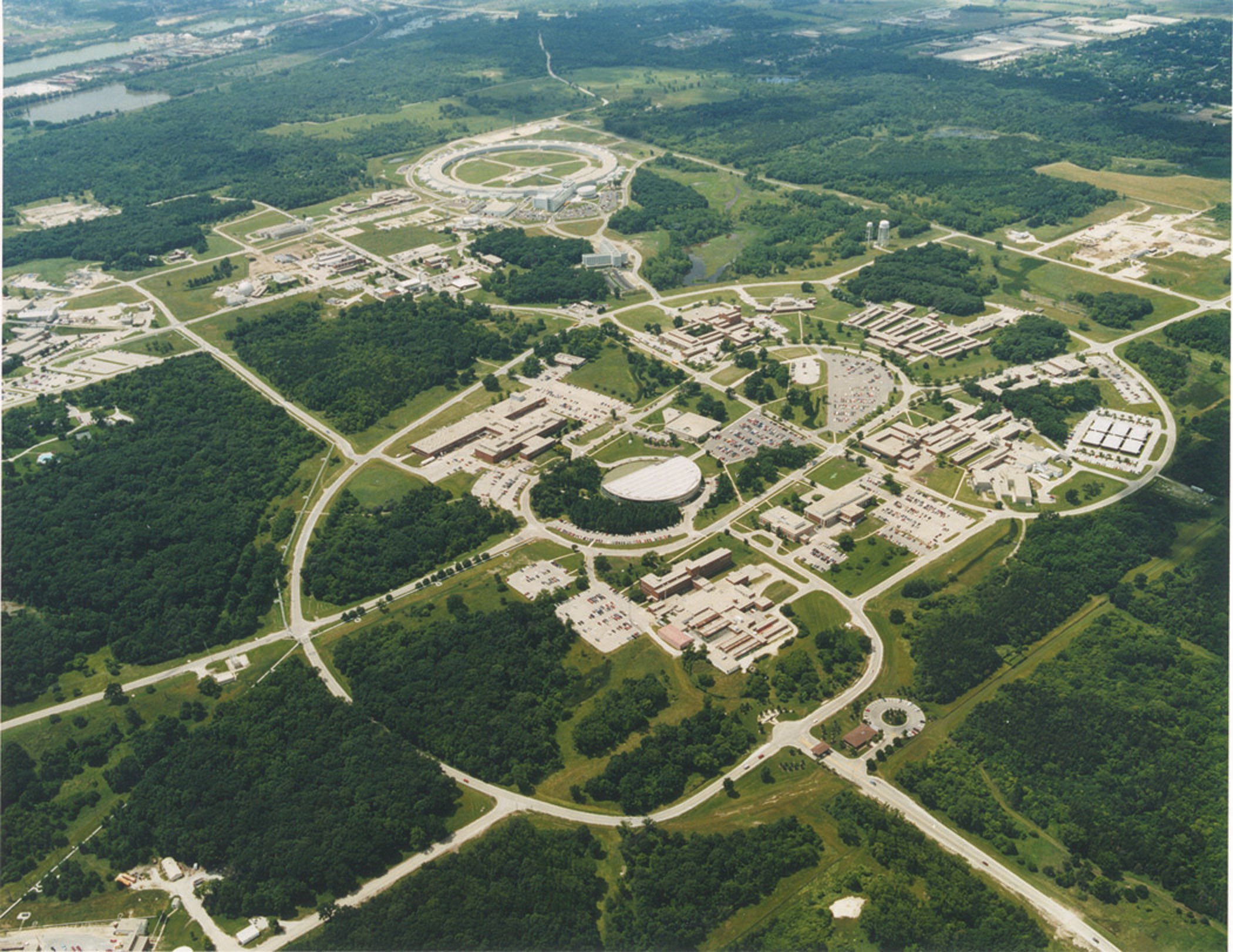
Laboratorium ANL było inspiracją dla siedziby głównej Rady

W książce splata się kilka równoległych wątków: sam Sneer najpierw traci, a potem odzyskuje swój Klucz po spotkaniu z tajemniczą Alicją; następnie zostaje zwerbowany przez przedstawiciela Rady Nadzorczej Aglomeracji, początkowo by „nadzorować” działalność pewnej placówki badawczej. Odkrywa wówczas jedną z tajemnic systemu klasyfikacji – klasyfikacja nie ogranicza się do skali zero-sześć, lecz naprawdę inteligentni ludzie są klasyfikowani jako nadzerowcy, zaś spośród nich wyłoniły się kolejne klasy.
Karl Pron, kolega po fachu Sneera, zgadza się przetestować przerobiony Klucz (który odtwarza swoją wartość po każdym zakupie, zapewniając właścicielowi praktycznie nieograniczone zasoby punktowe) dla grupy anonimowych Zerowców (jak się okazuje pracujących właśnie w obserwowanym przez Sneera instytucie naukowym). Możemy też przez chwilę obserwować działania grupy policjantów próbujących zastawić pułapkę na Prona, a co za tym idzie Sneera (któremu Pron załatwia niekiedy klientów).
Kiedy Sneer w końcu znajduje ów wieczny Klucz, zostaje przeniesiony z Argolandu do siedziby głównej Rady, gdzie ostatecznie dowiaduje się prawdy o aktualnej sytuacji całej Ziemi: ustrój został narzucony Ziemianom przez tajemniczych i wszechpotężnych Obcych z kosmosu. Jednak zjawia się, poznana wcześniej Alicja, która pokazuje Adiemu jak ocalić świat. Książka kończy się niejednoznacznie, pozostawiając czytelnikowi pole do interpretacji.

## Bohaterowie
- Sneer – lifter o poziomie inteligencji na poziomie klasy zero. Człowiek ceniący sobie wygody życia, sprytny i nieprzepracowujący się; według jego filozofii brak jakiejkolwiek pracy jest celem w życiu każdego człowieka.
- Karl Pron – drobny lifter, którego imają się różnego rodzaju nieszczęścia.
- Filip – klient Sneera; po wygranej na loterii postanowił zawyżyć swoją klasę.
- Matt – kolega Sneera, inteligent, którego system oceny cały czas klasyfikuje jako szóstaka.
- Alicja – tajemnicza kobieta, która w trakcie spotkania ze Sneerem mówi, że mimo posiadanej niższej klasy, tak jak i on jest zerowcem.

## Odbiór
Marek Oramus pisze, że jest to „najlepsza bodaj powieść Zajdla” oraz, że bardzo wysoko cenił ją Stanisław Lem. (Oramus wcześniej zrecenzował powieść w "Nowej Fantastyce" 1998/7, s. 54) Jacek Dukaj nazywa powieść, obok Paradyzji, najwybitniejszą w twórczości pisarza. Podobnie Wojciech Orliński twierdzi, że m.in. w tej powieści autor „osiągnął mistrzowskie wyżyny”. Rafał Szczerbakiewicz pisze, że Limes inferior „Z punktu widzenia artystycznego na pewno (...) jest narracją najbardziej udaną”, nazywa też książkę – obok Paradyzji – najwybitniejszą. Maciej Parowski przytacza opinie fanów, że książka, choć chronologicznie najmłodsza [z tych, które rozpoczęły „nową falę SF”], słusznie uchodzi za ukoronowanie nurtu socjologiczno-politycznego. 
Edyta Izabela Rudolf z kolei pisze, że Limes inferior jest „najbardziej pesymistycznym utworem [Zajdla], w kontekście rozwoju nauki i etyki”. Andrzej Niewiadowski natomiast twierdzi, że w powieści Zajdel dokonuje „gwałtownego zwrotu do otwartych aluzji politycznych”, porównując ją do późniejszych filmów Piotra Szulkina, jednocześnie określa powieść mianem „ekonomicznej science fiction, ukazującej funkcjonowanie ustroju niszczącego indywidualność człowieka, sprowadzającego życie ludzkie do systemu wąsko pojętych ról kontrolowanych politycznymi metodami terroru”. Krytyk pisze, że powieść Limes inferior ma nośność problemową tak dużą, że obywa się bez sensacyjnego szafażu przygód, w czym kontynuuje przesłanie takich utworów, jak: Rok 1984 George’a Orwella, Pianola Kurta Vonneguta i Love Among the Ruins Evelyna Waugha.
Sławomir Kędzierski zrecenzował książkę dla "Fantastyki" (5/83, s. 50).

## Nawiązania
Główny bohater powieści, Sneer, jest nawiązaniem do postaci Adama Wiśniewskiego-Snerga, pisarza sci-fi. „Sneer” jest przezwiskiem głównego bohatera, naprawdę nazywa się Adi Cherryson, co jest swobodnym tłumaczeniem nazwiska Adama Wiśniewskiego na język angielski. Podobnie jak Sneer, Snerg przez pewien czas był „lifterem” – mimo braku formalnego wykształcenia jako fizyk amator przez 12 lat utrzymywał się z korepetycji z fizyki i matematyki dla kandydatów na studia.
Postać głównej żeńskiej bohaterki powieści oraz końcówka utworu nawiązują do powieści Alicji w Krainie Czarów Lewisa Carrolla.
Autor nadał znaczącą nazwę miejscu akcji – Argoland to z greki „Miasto ludzi leniwych” (stgr. αργός – leniwy).

## Czytaj też
- Joanna Kamińska, 2005, ""Limes inferior" Janusza A. Zajdla, czyli w trybach machiny społecznej", w: Polska literatura fantastyczna. Interpretacje, red. Andrzej Stoff & Dariusz Brzostek, UMK